# Wilhelm Roux
Wilhelm Roux (Jena, 9 de junho de 1850 – Halle an der Saale, 15 de setembro de 1924) foi um zoólogo e embriologista experimental alemão.

## Carreira e pesquisa
Durante dez anos, Roux trabalhou em Breslau (atual Wroclaw), tornando-se diretor de seu próprio Instituto de Embriologia em 1879. Ele foi professor em Innsbruck, Áustria de 1889-95, em seguida, aceitou uma cadeira de professor no Instituto Anatômico da Universidade de Halle, um cargo que manteve até 1921.
A pesquisa de Roux baseou-se na noção de Entwicklungsmechanik ou mecânica do desenvolvimento: ele investigou os mecanismos de adaptações funcionais de ossos, cartilagens e tendões à malformação e à doença. Sua metodologia era interferir no desenvolvimento de embriões e observar o resultado. As investigações de Roux foram realizadas principalmente em ovos de rãs para pesquisar as estruturas mais antigas no desenvolvimento de anfíbios. Seu objetivo era mostrar os processos darwinianos em ação no nível celular.
Combinados com a redescoberta do artigo de Gregor Mendel de 1866 sobre elementos hereditários em ervilhas, esses resultados destacaram o papel central dos cromossomos no transporte de material hereditário. Na divisão celular, a célula se divide em duas metades com igual número de cromossomos que são semelhantes à célula mãe e são diploides por natureza.
Em 1885, Roux removeu uma seção da placa medular de uma galinha embrionária e a domou em solução salina aquecida por 13 dias, estabelecendo o princípio da cultura de tecidos que mais tarde seria retomado por Ross Granville Harrison e Paul Alfred Weiss.
Em 1888, Roux publicou os resultados de uma série de experimentos com defeitos nos quais ele pegou embriões de rã de 2 e 4 células e matou metade das células de cada embrião com uma agulha quente. Ele relatou que eles cresceram em meio-embriões e supôs que a função separada das duas células já havia sido determinada. Isso o levou a propor sua teoria "mosaica" da epigênese: depois de algumas divisões celulares, o embrião seria como um mosaico, cada célula desempenhando seu próprio papel único em todo o projeto.
Após alguns anos, a teoria de Roux foi refutada pelos estudos de seu colega Hans Driesch e mais tarde, com mais precisão, Hans Spemann mostrou que, via de regra, as conclusões de Driesch estavam corretas, mas que resultados como o de Roux podem ser obtidos após intervenção em certos planos. Apesar desse lapso inicial em uma falácia do reducionismo, a metodologia mecânica pioneira de Roux viria a ser mais frutífera na biologia do século 20.

## Publicações

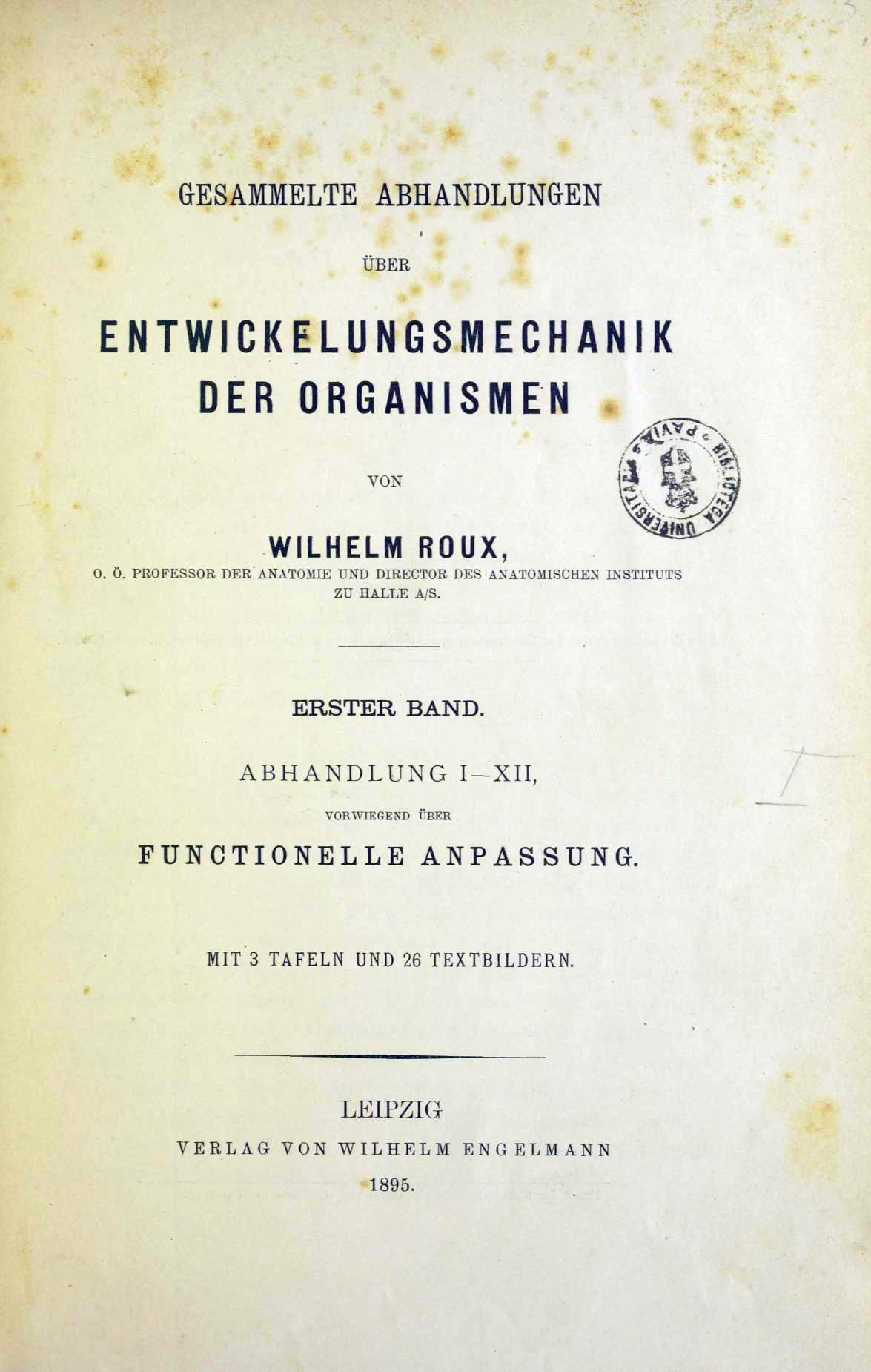
Gesammelte Abhandlungen über Entwickelungsmechanik der Organismen, 1895

- Der Kampf der Teile im Organismus (1881)
- Beiträge zur Entwinckelungsmechanik des Embryo (1885)
- Über die Entwicklungsmechanik der Organismen (1890)
- Geschichtliche Abhandlung über Entwicklungsmechanik (two volumes, 1895)
- Gesammelte Abhandlungen über Entwickelungsmechanik der Organismen (em alemão). Leipzig: Wilhelm Engelmann. 1895
- Über die Bedeutung geringer Verschiedenheiten der relativen Grösse der Furchungszellen für den Charakter des Furchungsschemas (em alemão). Halle: Carl August Schwetschke. 1896
- Die Entwicklungsmechanik (1905)
- Terminologie der Entwicklungsmechanik (1912).